# Postville, Iowa
Postville là một thành phố thuộc quận Allamakee, tiểu bang Iowa, Hoa Kỳ. Năm 2010, dân số của thành phố này là 2227 người.

## Dân số
Dân số qua các năm:
- Năm 2000: 2273 người.
- Năm 2010: 2227 người.